# Gherardo V da Camino
Gherardo V da Camino (anni 1290 – 1349) è stato un nobile e militare italiano.

## Biografia
Gherardo era figlio di Guecellone VIII e di Beatrice da Prata. Apparteneva quindi al cosiddetto ramo "di sotto" o "inferiore" dei Caminesi, nobile casato della Marca Trevigiana.
Le cronache lo pongono sempre a fianco del fratello Rizzardo VII, al quale fu evidentemente molto legato. I due, a partire dagli anni '20 del XIV secolo, risultavano godere di ampio prestigio a Treviso. Le vicende politiche del momento li spinsero a scontrarsi con il comune di Verona, ansioso di espandersi nel Trevigiano assecondando le ambizioni degli Scaligeri, la famiglia dominante in città, e a stringere per questo legami con la Repubblica di Venezia.
Tale alleanza ebbe una brusca interruzione nel 1335, quando morì Rizzardo VI da Camino, appartenente all'altro importante ramo della famiglia, il "superiore". Gherardo e Rizzardo ad impossessarsi di Serravalle e degli altri beni appartenenti a quel ramo della famiglia, ormai estinto non avendo avuto Rizzardo eredi maschi.
Se la situazione inizialmente sembrò andare a favore dei fratelli, essa mutò radicalmente quando il vescovo di Ceneda Francesco Ramponi offrì ai Procuratori di San Marco i feudi del ramo estinto. Al termine di un lungo processo si giunse ad un compromesso tra le due parti che tuttavia fu decisamente più favorevole per Venezia, la quale in particolare strappò ai Caminesi la potente fortezza di Serravalle inglobandone il territorio nei propri domini di Terraferma ed installandovi un proprio podestà.
Nel 1340 i due fratelli procedettero ad una divisione dei propri feudi: Gherardo si tenne Camino, Portobuffolé e Cordignano, mentre Rizzardo optò per Motta, Cessalto, Fregona e Costa di Valmareno.
Alla morte di Gherardo, avvenuta probabilmente nel 1349, la vedova Maddalena de' Rossi divenne tutrice del figlio Guecellone IX, ancora bambino: Maddalena era una nobildonna parmense, figlia di Guglielmo de' Rossi. Dal documento che attesta tale tutoraggio si evince che a quella data la famiglia aveva recuperato i feudi che in precedenza gli erano stati tolti dagli Scaligeri, ovvero Portobuffolé, Motta, Oderzo, Fregona, Cavolano, Cessalto.

## Discendenza
Da Maddalena de' Rossi, Gherardo ebbe due figli:
- Guecellone IX;
- Giovanni, che fu vescovo di Chioggia.